# Anisolabis maritima
Espèce
Synonymes
- Anisolabis addita Burr, 1913[2]
- Anisolabis picea Shiraki, 1905[2]
- Anisolabis quadrata Liu, 1946[2]
- Forficula maritima Bonelli, 1832[3] [2]
- Labidura advena Meinert, 1868[2]
- Labidurodes singularis Shiraki, 1905[2]

Anisolabis maritima est une espèce de dermaptères de la famille des Carcinophoridae.

## Aire de répartition

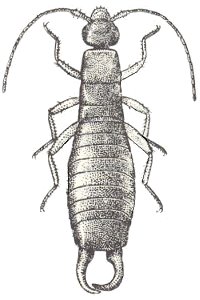
Dessin d'un mâle provenant d'une publication du Commonwealth Scientific and Industrial Research Organisation.

Ce forficule a une distribution cosmopolite.

## Taxinomie
Cette espèce a été décrite en 1832 par l'entomologiste italien Franco Andrea Bonelli, dont le travail est republié par le naturaliste italien Carlo Giuseppe Gené. Les synonymes attestés sont, :
- Anisolabis addita Burr, 1913
- Anisolabis piceus Shiraki, 1905
- Anisolabis quadrata Liu, 1946
- Brachylabis quadrata (Liu, 1946)
- Forficula maritima Bonelli, 1832 (protonyme)
- Gonolabis picea Borelli, 1907
- Labidura advena Meinert, 1868
- Labidurodes singularis Shiraki, 1905